# Rob Piper
Rob Piper (Nueva Orleans, Luisiana; 19 de diciembre de 1983) es un actor pornográfico estadounidense.
Piper nació en Nueva Orleans, Luisiana. Dejó la ciudad en 2005 después del Huracán Katrina. Realizó  boxeo amateur como sparring y jugó al fútbol americano antes de trabajar en el porno. Piper entró en la industria del cine para adultos después de contestar a un anuncio en Craigslist para una agencia de modelos. Su primera escena de sexo fue con Aubrey James.

## Premios y nominaciones
| Año  | Ceremonia    | Resultado | Categoría                 | Película |
| ---- | ------------ | --- | ------------------------- | -------- |
| 2015 | Premios AVN  | Mejor Escena de Sexo en Grupo (con Nevaeh Keyz, Jayden Starr, Yasmine De Leon, Cereza Hilson, Anila Avana & Evanni Solei) | Un Hermano Afortunado     |          |
| 2015 | Premios AVN  | Mejor Recién Llegado Masculino                                                                                            |                           |          |
| 2015 | Premios AVN  | Mejor Escena de Trío Chica/Chica/Chico (con Dani Daniels & Anikka Albrite)                                                | Dani Daniels Más Profundo |          |
| 2015 | Premios XRCO | Nuevo Stud |                           |          |